# Renouvellement Voie Ballast
Pour les articles homonymes, voir RVB.

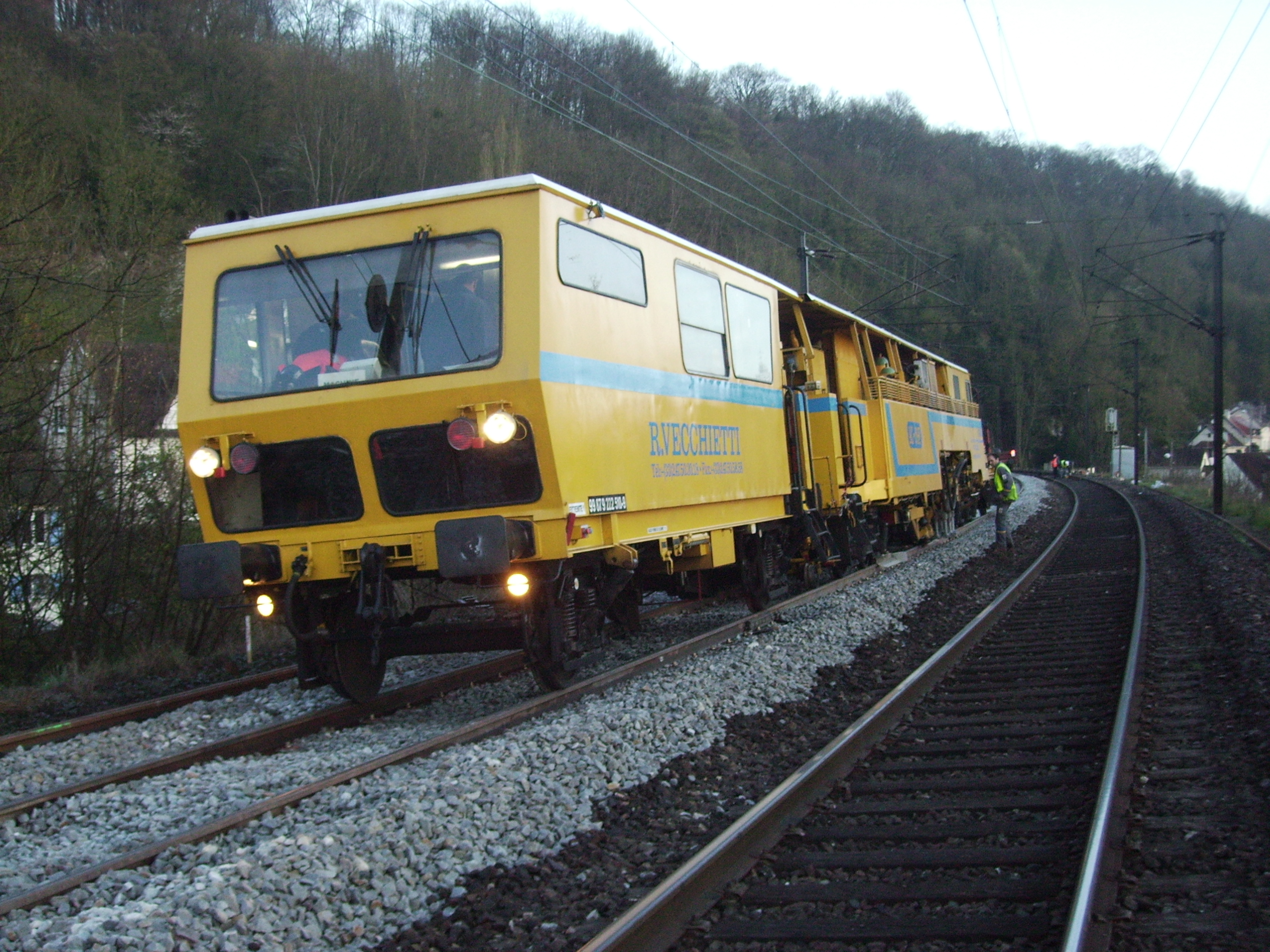
Bourreuse 108-475C de l'entreprise de travaux ferroviaires française Vecchietti en plein RVB.

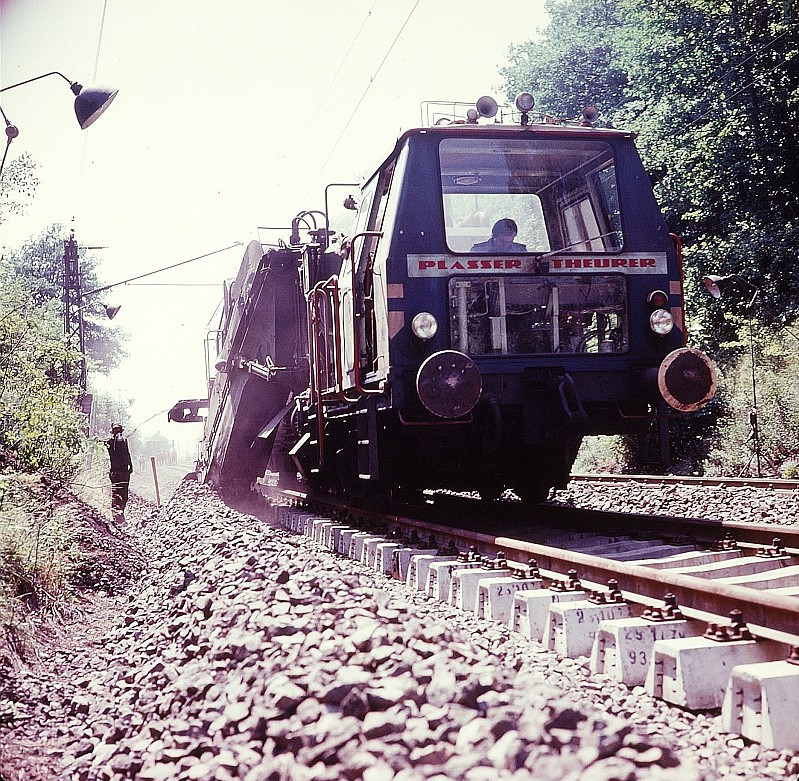
Garnisseuse en action.

Le Renouvellement Voie Ballast (RVB) est un chantier mécanisé ferroviaire itinérant destiné à remplacer la voie ferrée dans son ensemble : les rails, les traverses et le ballast. Il s'agit d'une opération de maintenance lourde, qu'il ne faut pas confondre avec l'entretien ponctuel qui également peut être mécanisé : changement de traverses, travaux sur les appareils de voie, complément de ballast...
Un RVB peut avoir lieu sur une voie ferrée entièrement neutralisée pour l'occasion (aucun train n'y circule), ou bien, dans le cas d'une double voie, sur une seule voie neutralisée, l'autre voie assurant le trafic, le plus souvent à vitesse réduite. En France, la mise en place d'un RVB nécessite une signalisation spécifique temporaire destinée à réguler le trafic avec une IPCS et éventuellement des moyens de transport de substitution. Afin de ne pas pénaliser le trafic, la majorité des RVB se font de nuit.

## Matériel nécessaire

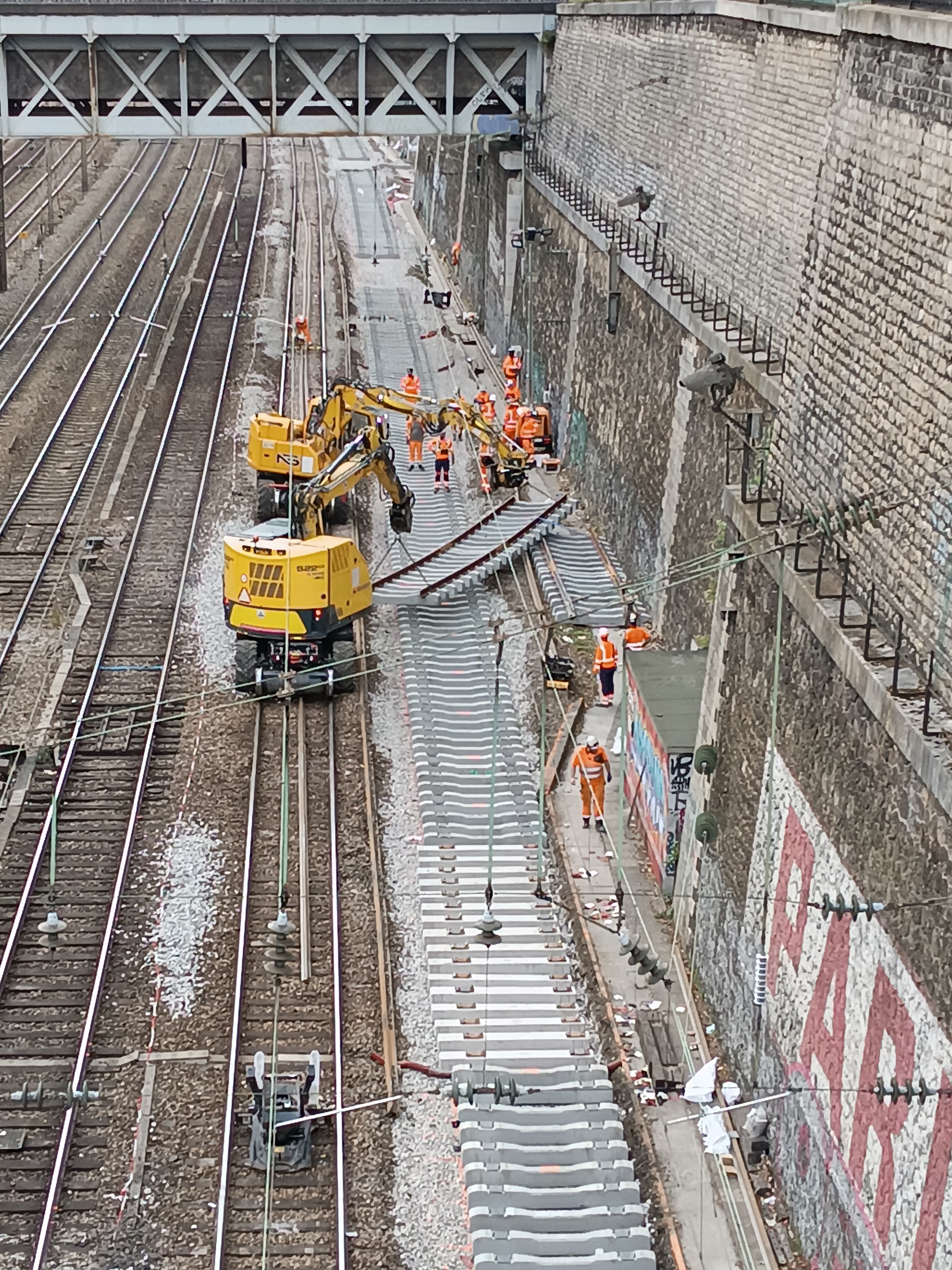
Chantier de renouvellement de voies légèrement mécanisé.

Le RVB nécessite des matériels à haut rendement et à grande capacité, effectuant les opérations dans un ordre précis :
- une dégarnisseuse, chargée de retirer le ballast et de le trier pour réutilisation éventuelle en le déversant sur la voie, incluse dans :
- un train de substitution, permettant le renouvellement en continu des traverses et des rails,
- une (ou des) bourreuse(s), conçue pour la mise en place du ballast sous les traverses (en plusieurs passes si nécessaire, après dépose de ballast neuf de complément, en plusieurs couches jusqu'à atteinte du nivellement, par un train de ballast) pour un nivellement de la voie,
- une garnisseuse/régaleuse, destinée à la mise en forme de la couche de ballast,
- un stabilisateur dynamique, simulant le passage de plusieurs convois par vibrations pour la stabilisation finale de la voie et du ballast.

L'ensemble de ce matériel est appelé une Suite-Rapide : il n'en existe que trois en France, dont une est détenu par l'entreprise Eurovia Travaux Ferroviaires (ETF).
Le chantier s'étend sur près de 10km quand tout le matériel est déployé[réf. souhaitée] (typiquement composé de : dégarnisseuse + bourreuse + train de substitution + bourreuse + train de ballast + bourreuse + stabilisateur + régaleuse)
Le RVB nécessite également du matériel annexe que sont les trains de travaux enlevant le matériel usagé ou l'amenant neuf (trains de rails, chargements de traverses et trains complets de ballast), les outillages spéciaux, l'hébergement du personnel... La majorité de ces matériels restent ferroviaires, les pelleteuses et engins de manutention étant sur un wagon plat (fixés à demeure ou non), tout comme les préfabriqués abritant les bureaux, ou les personnels logés dans d'anciennes voitures (voitures de cantonnement)...
Véritable usine sur rails, ce chantier, qui mobilise environ 500 personnes (300 pour l'entreprise chargée du RVB et environ 200 pour l'encadrement et la sécurité assurés par la SNCF), renouvelle sur l’ensemble du territoire français plus de 200 km de voies par an, avec un rendement moyen de 1000 mètres par jour,.